# Program Tiangong

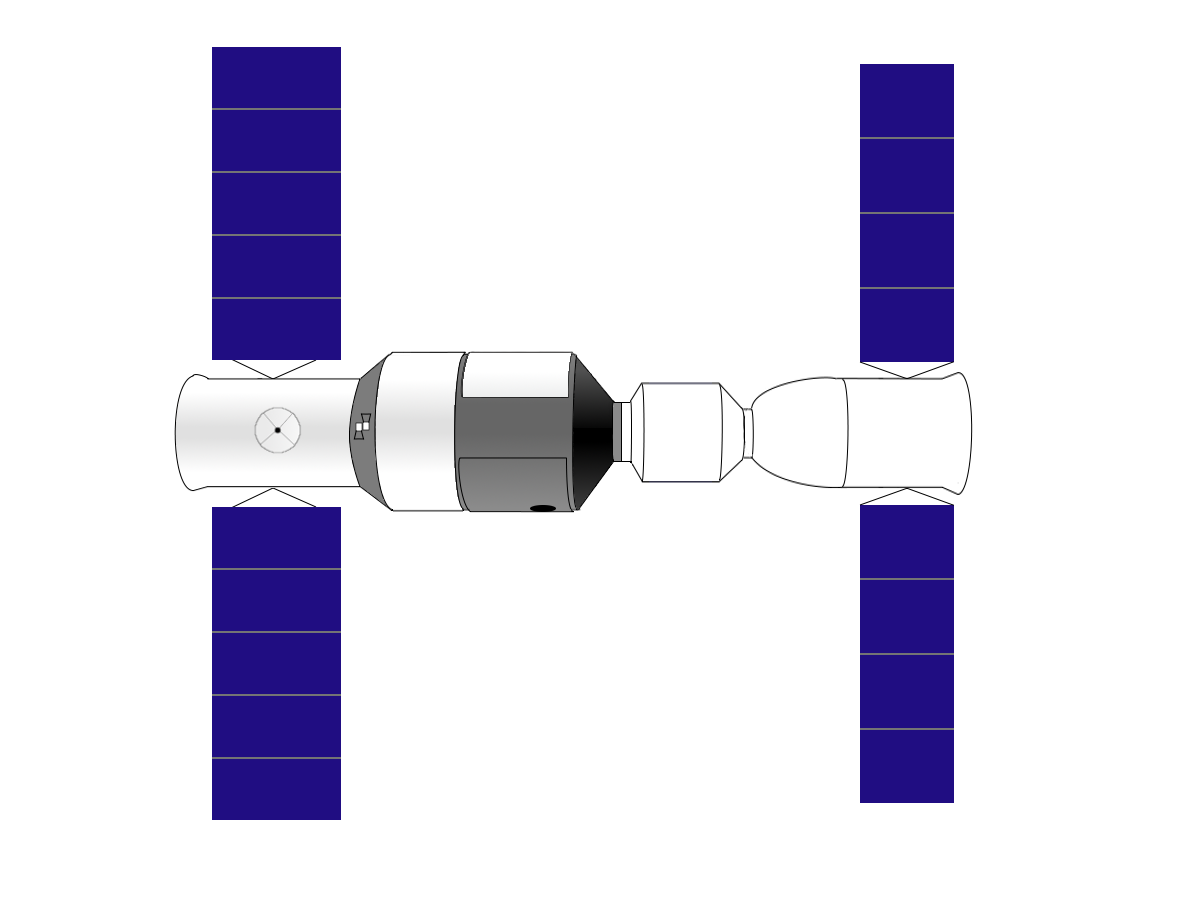
Schemat modułu Tiangong 1, z prawej statek Shenzhou

Tiangong (chiń. 天宫; pinyin Tiāngōng; dosł. „Pałac Niebiański”) – chiński program budowy i testów pojedynczych modułów orbitalnych, stanowiących małe, jednomodułowe stacje orbitalne. Program Tiangong stanowi etap przygotowawczy do programu budowy wielomodułowej stacji kosmicznej również nazwanej Tiangong. Oficjalna prezentacja makiety Tiangong 1 odbyła się w styczniu 2009 r. Moduł Tiangong 1 został umieszczony na orbicie 29 września 2011 r., natomiast Tiangong 2 15 września 2016 r.

## Charakterystyka

### Tiangong 1
Jest to niewielki statek kosmiczny o masie 8,5 ton. Składa się z dwóch modułów:
1. orbitalnego (załogowego) z węzłem cumowniczym,
2. serwisowego, z silnikami i bateriami słonecznymi.

Nie posiada kapsuły powrotnej – załoga jest do niego dostarczana i zabierana statkiem typu Shenzhou. Tiangong 1 został wyniesiony na orbitę za pomocą chińskiej rakiety nośnej CZ-2F/T (chiń. Długi Marsz) – modyfikacji rakiety CZ-2F, która wynosi na orbitę załogowe statki Shenzhou, o udźwigu zwiększonym do ok. 11,2 t na LEO. Wyniesienie Tiangong 1 było pierwszym startem tej wersji rakiety. Okres używalności statku Tiangong 1 określono na 2–3 lata.
Parametry techniczne modułu Tiangong 1:
- załoga: 2 lub 3 osoby
- długość: 10,4 m
- średnica: 3,35 m
- pojemność hermetyzowana: 15 m³
- masa: 8,5 t
- liczba portów cumowniczych: 1

Umieszczenie statku w kosmosie nastąpiło 29 września 2011 r. z kosmodromu Jiuquan. Tiangong 1 znajdował się na orbicie o wysokości 350–370 km i nachyleniu 42–43°. Został zdeorbitowany 2 kwietnia 2018 roku o godzinie 0:16 UTC nad Pacyfikiem.

### Tiangong 2
Parametry modułu Tiangong 2 są bardzo zbliżone do parametrów Tiangong 1, został jednak wyposażony w ulepszony system podtrzymywania życia, umożliwiający 30-dniowy pobyt załogi. Został umieszczony na orbicie 15 września 2016 roku. W październiku tego samego roku zacumował do niego statek załogowy Shenzhou 11. Astronauci przeprowadzali obserwacje powierzchni Ziemi, eksperymenty medyczne i inne. W kwietniu 2017 roku do stacji zacumował statek towarowy Tianzhou.

### Tiangong 3
Według nieoficjalnych informacji Tiangong 3 miał być większym obiektem od poprzednich modeli, prototypem głównego modułu planowanej wielomodułowej stacji orbitalnej. Tiangong 3 miał zostać wyposażony w system podtrzymywania życia oraz recyklingu umożliwiający pobyty astronautów na jej pokładzie do 40 dni. Ponadto moduł miał być wyposażony w dwa lub więcej portów cumowniczych, do których oprócz załogowych pojazdów Shenzhou mogłyby cumować statki zaopatrzeniowe. Jednak ok. 2013 r. moduł Tiangong 3 przestał pojawiać się w oficjalnych wypowiedziach i prezentacji przedstawicieli chińskiego załogowego programu kosmicznego. Prawdopodobnie po module Tiangong 2 zostanie na orbicie umieszczony już główny moduł Tianhe chińskiej załogowej stacji kosmicznej, która również otrzyma nazwę Tiangong.

## Misje w ramach programu Tiangong
| Nazwa modułu | Start      | Deorbitacja | Cumowania                                       |
| ------------ | ---------- | ----------- | ----------------------------------------------- |
| Tiangong 1   | 29.09.2011 | ok. 2016    | Shenzhou 8 (bezzałogowy) Shenzhou 9 Shenzhou 10 |
| Tiangong 2   | 15.09.2016 | ok. 2019    | Shenzhou 11 Tianzhou                            |
| Tiangong 3   | odwołany   | –           | –                                               |

## Chińska stacja orbitalna

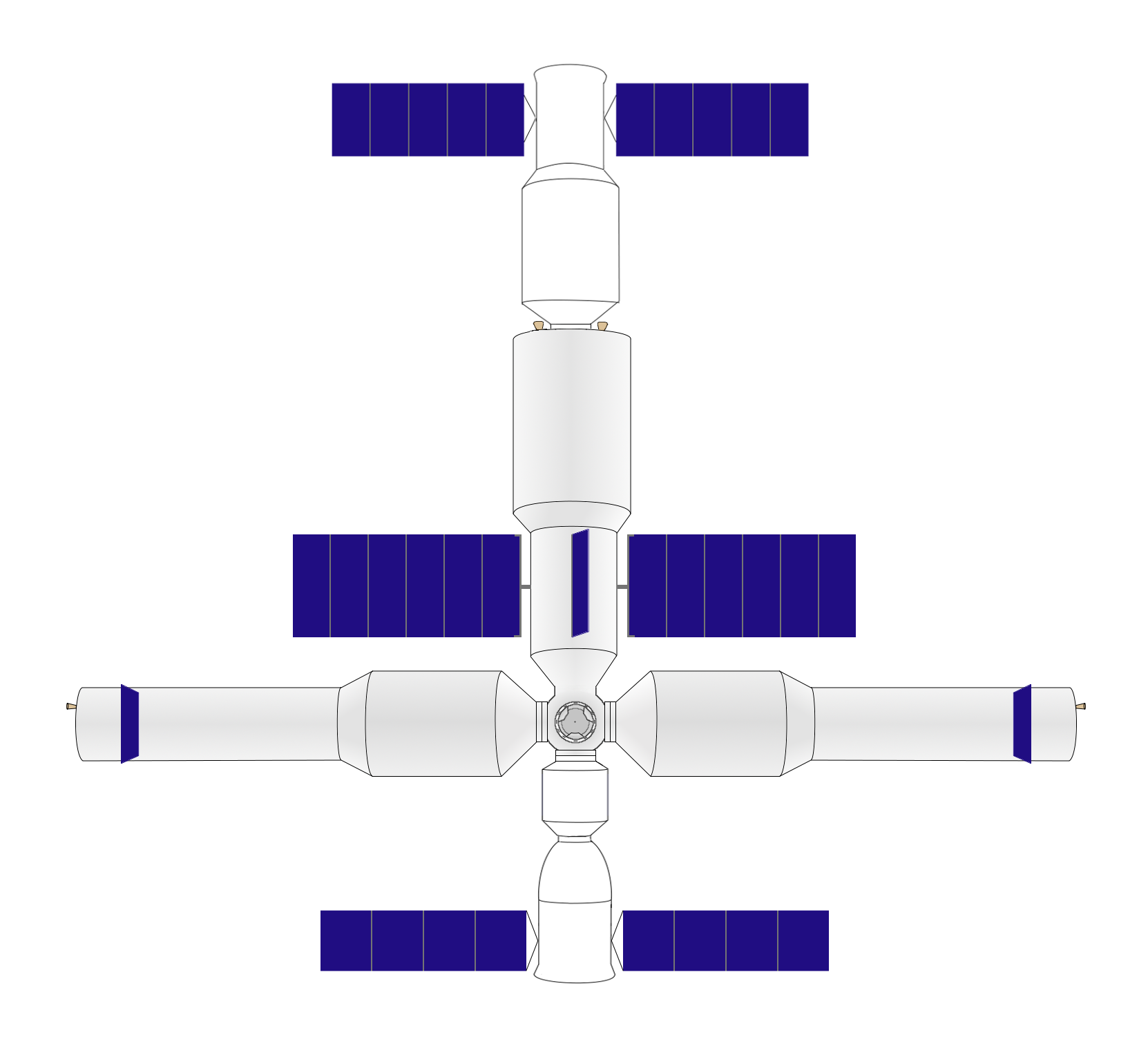
Planowana chińska stacja orbitalna. Od góry: statek transportowy Tianzhou na bazie statku Tiangong 1, moduł główny Tianhe, statek załogowy Shenzhou, po lewej i prawej dwa moduły badawcze Wentian i Xuntian

W 2021 r. Chiny umieściły na orbicie pierwszy moduł nowej stacji kosmicznej Tiangong. Podstawowy moduł tej stacji Tianhe ma masę 22,5 t, do niego zostaną dołączone dwa moduły badawcze, zaś do całego systemu będą cumowały zarówno statki załogowe Shenzhou jak i statki zaopatrzeniowe Tianzhou oparte na konstrukcji Tiangong 1. Całość stacji będzie mieć masę ok. 60 t. Rakietą nośną wynoszącą te moduły na orbitę jest nowa, ciężka rakieta CZ-5, o udźwigu do 25 t na LEO, która będzie startować z kosmodromu Wenchang.